# ميك ستيفنز
ميك ستيفنز (بالإنجليزية: Mick Stevens)‏ هو كاتب أغاني وموسيقي بريطاني، ولد في 1953، وتوفي في 1987.

## وصلات خارجية
- ميك ستيفنز على موقع ميوزك برينز (الإنجليزية)
- ميك ستيفنز على موقع ديسكوغز (الإنجليزية)